# Trifiodoros
Trifiodoros (Τρυφιόδωρος) – grecki poeta epoki późnego antyku (V wiek/VI wiek), naśladowca Nonnosa z Panopolis.
Z jego dzieł zachował się liczący 691 heksametrów mitologiczny epyllion Zdobycie Ilionu (Ἰλίου ἅλωσις Iliou halōsis). Księga Suda wymienia także inne, niezachowane dzieła Trifiodorosa: poematy o Hippodamii i bitwie pod Maratonem, a także Odyseję z opuszczaniem liter, czyli przeróbkę Odysei w której w każdej księdze pomijano jakąś literę.